# Meridiano 53 E
O meridiano 53 E é um meridiano que, partindo do Polo Norte, atravessa o Oceano Ártico, Europa, Ásia,  Oceano Índico, Oceano Antártico, Antártida e chega ao Polo Sul. Forma um círculo máximo com o Meridiano 127 W.
Começando no Polo Norte, o meridiano 53º Este tem os seguintes cruzamentos:
| País, território ou mar | Notas                                                         |
| ----------------------- | ------------------------------------------------------------- |
| Oceano Ártico           |                                                               |
| Rússia                  | Ilha Hooker, Terra de Francisco José                          |
| Oceano Ártico           | Mar de Barents                                                |
| Rússia                  | Ilha Yuzhny e Ilha Mezhdusharskiy, Nova Zembla                |
| Oceano Ártico           | Mar de Pechora, no Mar de Barents                             |
| Rússia                  |                                                               |
| Cazaquistão             |                                                               |
| Turquemenistão          | Passa no Lago Garabogazköl                                    |
| Mar Cáspio              | Golfo de Krasnovodsk                                          |
| Turquemenistão          | Ilha turquemena no Mar Cáspio                                 |
| Mar Cáspio              | Passa a oeste da ilha Ogurja Ada, Turquemenistão              |
| Irão                    |                                                               |
| Golfo Pérsico           |                                                               |
| Emirados Árabes Unidos  | Emirado de Abu Dhabi                                          |
| Arábia Saudita          |                                                               |
| Omã                     |                                                               |
| Iêmen                   |                                                               |
| Oceano Índico           | Golfo de Áden                                                 |
| Iêmen                   | Ilha Samhah                                                   |
| Oceano Índico           | Passa pelas Ilhas Amirante, Seicheles                         |
| Oceano Antártico        |                                                               |
| Antártida               | Território Antártico Australiano, reivindicado pela Austrália |